# Sin Dong-ui
Sin Dong-ui (kor. 신동희; ur. 28 maja 1941) – południowokoreański zapaśnik walczący w stylu klasycznym. Olimpijczyk z Tokio 1964, gdzie zajął siedemnaste miejsce w kategorii do 78 kg.

## Letnie Igrzyska Olimpijskie 1964
| Konkurencja          | Rundy eliminacyjne       | Rundy eliminacyjne     | Klas. końcowa |
| Konkurencja          | Przeciwnik I             | Przeciwnik II          | Miejsce       |
| -------------------- | ------------------------ | ---------------------- | ------------- |
| 78 kg styl klasyczny | Anatolij Kolesow (URS) P | Asghar Zoghian (IRI) P | 17.           |